# Brunstkalender
Bei einem Brunstkalender (Besamungskalender, Brunstscheibe) handelt es sich um Hilfsmittel in der Schweine- und Rinderzucht. Sie sind meist kostenlos bei Zuchtverbänden und verschiedenen in der Tierzucht und -haltung tätigen Firmen erhältlich. Sie werden von Viehzüchtern zum Herdenmanagement genutzt.
Die Vorteile in der Verwendung eines Brunstkalenders sind:
- Verkürzung der Zwischenkalbezeit / Zwischenwurfzeit
- die Brunst wird nicht übersehen
- Besamung und Trächtigkeitskontrolle zum richtigen Zeitpunkt
- Erhöhung des Betriebserfolgs

Mit Brunstkalendern lassen sich Geburtstermine von Ferkeln und Kälbern relativ genau ermitteln. Brunstkalender gibt es in verschiedenen Formen und Varianten von diversen Anbietern, u. a. als Poster, Wandkalender, in Tabellenform oder als bewegliche, übereinander geschichtete Scheiben.
Brunstkalender orientieren sich am 3-wöchigen Monatszyklus der Sau oder Kuh (je nach Variante), nicht am bekannten 4-wöchigen Mondrhythmus, auf dem der gregorianische Kalender für Menschen beruht. Mit Hilfe computergesteuerter Herdenmanagementsysteme lassen sich auch die Brunstdaten von größeren Herden überwachen.
Das österreichische Bundesministerium für Land- und Forstwirtschaft, Umwelt und Wasserwirtschaft schreibt den Einsatz eines Brunstkalenders vor. Dort sind alle Beobachtungen im Zusammenhang mit der Besamung zu vermerken, insbesondere das Verhalten von Nachgeburten, Eisprung und dergleichen.

## Berechnungsgrundlage
Als Grundlage der Berechnung des Geburtstermines nimmt man den gesetzlich in einer Besamungsmappe zu vermerkenden Tag der Besamung des Rindes oder Schweines. Die Trächtigkeitsdauer der jeweiligen Viehrasse wird hinzu gerechnet. Die Trächtigkeitsdauer zwischen Rind und Schwein, aber auch unter den verschiedenen (zu kreuzenden) Rinder- und Schweinerassen differiert teilweise erheblich. Um valide Daten zu erhalten, muss der Züchter oder Landwirt einen Brunstkalender für genau die Rasse verwenden, deren Tiere er hat besamen lassen.